# Ломачевский, Асинкрит Асинкритович
Асинкрит Асинкритович Ломачевский (8 апреля 1848 — 1921) — генерал-лейтенант, российский дореволюционный военный и политический деятель.

## Биография
Сын крупного жандармского чина Асинкрита (имя переводится с греческого как «несравненный») Ивановича Ломачевского, известного автора сочинения «Записки жандарма» (1872).
В 1867 году был произведён в офицеры.
С 1885 по 1895 год служил вице-губернатором Оренбургской губернии.
C 20 апреля 1895 по 30 января 1900 годов занимал пост томского губернатора. В Томск прибыл 18 июня 1895 года.
За время своего губернаторства Ломачевский перестроил центр Томска. По проектам приехавших по его приглашению архитекторов Лыгина и Федоровского было построено более 30 кирпичных домов, в том числе: здание торгового дома «Е.Н. Кухтерин и сыновья» (1899-1900), Общественное собрание (1898-1900).
В 1900 году он инициировал учреждение Общества содействия физическому развитию и стал его председателем и активным участником; Общества взаимопомощи учителей губернии, добился открытия государственного ремесленного училища.
Ломачевский покровительствовал развитию посёлка Новониколаевска (ныне — Новосибирск), неофициально называется его «дядюшкой». В его честь одна из улиц Новониколаевска получила наименование Асинкритовская (в наст. время — ул. Чаплыгина). По некоторым сведениям, добивался, чтобы Транссибирская железная дорога прошла через село Кривощёково, существовавшее на месте нынешнего Новосибирска (см. Строительство Транссибирской магистрали в обход Томска).
Губернатор Тургайской области (30.01.1900 — 14.01.1908/фактически до 1907/)
Расстрелян большевиками в Крыму.
Награды: медаль в память войны 1877-1878 гг., Ордена: Святого Владимира III и IV степени с мечами и бантом, Святой Анны II и III степени с мечами и бантом, Святого Станислава — I, II с мечами и III степени.
Иностранные: Австрийский - Кавалер креста Франца Иосифа, Румынского- железного креста и ордена Иоанна Иерусалимского.
Почётный казак Рассыпной станицы Оренбургского казачьего войска.